# Oblast Tsjernihiv
De oblast Tsjernihiv (Oekraïens: Чернігівська область, Tsjernihivska oblast; ook bekend als Tsjernihivsjtsjyna (Чернігівщина) is een oblast in het noorden van Oekraïne, aan de grens met Wit-Rusland en Rusland. De hoofdstad is Tsjernihiv en de oblast heeft 1.005.745 inwoners (2019).
De oblast, die een oppervlakte heeft van 31.865 km², wordt door de rivier de Desna doorsneden. De Desna stroomt van oost naar west door de oblast, om in het Kiev-reservoir van de Dnjepr uit te monden.

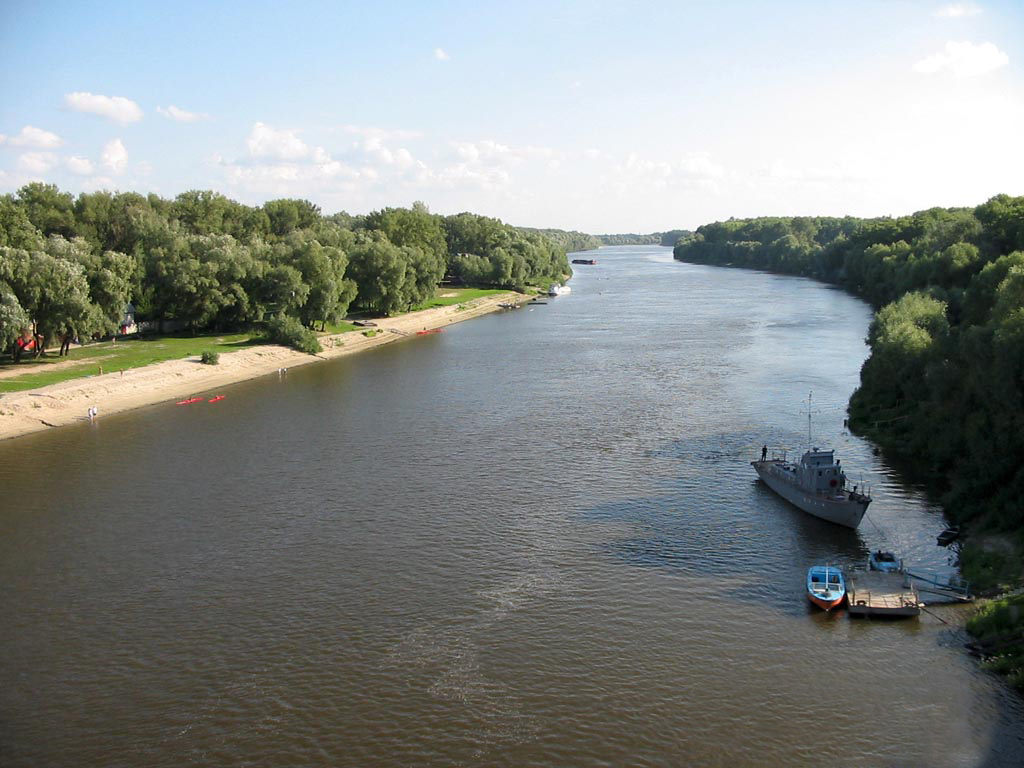
De Desna in Tsjernihiv